# Unicodeblock Bamum
Der Unicode-Block Bamum (Bamun) (U+A6A0 bis U+A6FF) enthält die Schriftzeichen der Bamum-Schrift. Diese Silbenschrift wurde noch bis ins 20. Jahrhundert im heutigen Kamerun verwendet, fiel dann aber außer Gebrauch.
Zusätzliche, historische Zeichen finden sich im Unicodeblock Bamum, Ergänzung (U+16800 bis U+16A3F).

## Tabelle
| Unicodenummer  | Zeichen (400 %) | Kategorie                               | Bidirektionale Klasse       | Offizielle Bezeichnung         | Beschreibung                           |
| -------------- | --------------- | --------------------------------------- | --------------------------- | ------------------------------ | -------------------------------------- |
| U+A6A0 (42656) | ꚠ               | anderer Buchstabe, Silbe oder Ideogramm | links nach rechts           | BAMUM LETTER A                 | Bamum-Buchstabe A                      |
| U+A6A1 (42657) | ꚡ               | anderer Buchstabe, Silbe oder Ideogramm | links nach rechts           | BAMUM LETTER KA                | Bamum-Buchstabe Ka                     |
| U+A6A2 (42658) | ꚢ               | anderer Buchstabe, Silbe oder Ideogramm | links nach rechts           | BAMUM LETTER U                 | Bamum-Buchstabe U                      |
| U+A6A3 (42659) | ꚣ               | anderer Buchstabe, Silbe oder Ideogramm | links nach rechts           | BAMUM LETTER KU                | Bamum-Buchstabe Ku                     |
| U+A6A4 (42660) | ꚤ               | anderer Buchstabe, Silbe oder Ideogramm | links nach rechts           | BAMUM LETTER EE                | Bamum-Buchstabe Ee                     |
| U+A6A5 (42661) | ꚥ               | anderer Buchstabe, Silbe oder Ideogramm | links nach rechts           | BAMUM LETTER REE               | Bamum-Buchstabe Ree                    |
| U+A6A6 (42662) | ꚦ               | anderer Buchstabe, Silbe oder Ideogramm | links nach rechts           | BAMUM LETTER TAE               | Bamum-Buchstabe Te                     |
| U+A6A7 (42663) | ꚧ               | anderer Buchstabe, Silbe oder Ideogramm | links nach rechts           | BAMUM LETTER O                 | Bamum-Buchstabe O                      |
| U+A6A8 (42664) | ꚨ               | anderer Buchstabe, Silbe oder Ideogramm | links nach rechts           | BAMUM LETTER NYI               | Bamum-Buchstabe Nyi                    |
| U+A6A9 (42665) | ꚩ               | anderer Buchstabe, Silbe oder Ideogramm | links nach rechts           | BAMUM LETTER I                 | Bamum-Buchstabe I                      |
| U+A6AA (42666) | ꚪ               | anderer Buchstabe, Silbe oder Ideogramm | links nach rechts           | BAMUM LETTER LA                | Bamum-Buchstabe La                     |
| U+A6AB (42667) | ꚫ               | anderer Buchstabe, Silbe oder Ideogramm | links nach rechts           | BAMUM LETTER PA                | Bamum-Buchstabe Pa                     |
| U+A6AC (42668) | ꚬ               | anderer Buchstabe, Silbe oder Ideogramm | links nach rechts           | BAMUM LETTER RII               | Bamum-Buchstabe Rii                    |
| U+A6AD (42669) | ꚭ               | anderer Buchstabe, Silbe oder Ideogramm | links nach rechts           | BAMUM LETTER RIEE              | Bamum-Buchstabe Riee                   |
| U+A6AE (42670) | ꚮ               | anderer Buchstabe, Silbe oder Ideogramm | links nach rechts           | BAMUM LETTER LEEEE             | Bamum-Buchstabe Leeee                  |
| U+A6AF (42671) | ꚯ               | anderer Buchstabe, Silbe oder Ideogramm | links nach rechts           | BAMUM LETTER MEEEE             | Bamum-Buchstabe Meeee                  |
| U+A6B0 (42672) | ꚰ               | anderer Buchstabe, Silbe oder Ideogramm | links nach rechts           | BAMUM LETTER TAA               | Bamum-Buchstabe Taa                    |
| U+A6B1 (42673) | ꚱ               | anderer Buchstabe, Silbe oder Ideogramm | links nach rechts           | BAMUM LETTER NDAA              | Bamum-Buchstabe Ndaa                   |
| U+A6B2 (42674) | ꚲ               | anderer Buchstabe, Silbe oder Ideogramm | links nach rechts           | BAMUM LETTER NJAEM             | Bamum-Buchstabe Njem                   |
| U+A6B3 (42675) | ꚳ               | anderer Buchstabe, Silbe oder Ideogramm | links nach rechts           | BAMUM LETTER M                 | Bamum-Buchstabe M                      |
| U+A6B4 (42676) | ꚴ               | anderer Buchstabe, Silbe oder Ideogramm | links nach rechts           | BAMUM LETTER SUU               | Bamum-Buchstabe Suu                    |
| U+A6B5 (42677) | ꚵ               | anderer Buchstabe, Silbe oder Ideogramm | links nach rechts           | BAMUM LETTER MU                | Bamum-Buchstabe Mu                     |
| U+A6B6 (42678) | ꚶ               | anderer Buchstabe, Silbe oder Ideogramm | links nach rechts           | BAMUM LETTER SHII              | Bamum-Buchstabe Shii                   |
| U+A6B7 (42679) | ꚷ               | anderer Buchstabe, Silbe oder Ideogramm | links nach rechts           | BAMUM LETTER SI                | Bamum-Buchstabe Si                     |
| U+A6B8 (42680) | ꚸ               | anderer Buchstabe, Silbe oder Ideogramm | links nach rechts           | BAMUM LETTER SHEUX             | Bamum-Buchstabe Sheux                  |
| U+A6B9 (42681) | ꚹ               | anderer Buchstabe, Silbe oder Ideogramm | links nach rechts           | BAMUM LETTER SEUX              | Bamum-Buchstabe Seux                   |
| U+A6BA (42682) | ꚺ               | anderer Buchstabe, Silbe oder Ideogramm | links nach rechts           | BAMUM LETTER KYEE              | Bamum-Buchstabe Kyee                   |
| U+A6BB (42683) | ꚻ               | anderer Buchstabe, Silbe oder Ideogramm | links nach rechts           | BAMUM LETTER KET               | Bamum-Buchstabe Kät                    |
| U+A6BC (42684) | ꚼ               | anderer Buchstabe, Silbe oder Ideogramm | links nach rechts           | BAMUM LETTER NUAE              | Bamum-Buchstabe Nue                    |
| U+A6BD (42685) | ꚽ               | anderer Buchstabe, Silbe oder Ideogramm | links nach rechts           | BAMUM LETTER NU                | Bamum-Buchstabe Nu                     |
| U+A6BE (42686) | ꚾ               | anderer Buchstabe, Silbe oder Ideogramm | links nach rechts           | BAMUM LETTER NJUAE             | Bamum-Buchstabe Njue                   |
| U+A6BF (42687) | ꚿ               | anderer Buchstabe, Silbe oder Ideogramm | links nach rechts           | BAMUM LETTER YOQ               | Bamum-Buchstabe Yo'                    |
| U+A6C0 (42688) | ꛀ               | anderer Buchstabe, Silbe oder Ideogramm | links nach rechts           | BAMUM LETTER SHU               | Bamum-Buchstabe Shu                    |
| U+A6C1 (42689) | ꛁ               | anderer Buchstabe, Silbe oder Ideogramm | links nach rechts           | BAMUM LETTER YUQ               | Bamum-Buchstabe Yu'                    |
| U+A6C2 (42690) | ꛂ               | anderer Buchstabe, Silbe oder Ideogramm | links nach rechts           | BAMUM LETTER YA                | Bamum-Buchstabe Ya                     |
| U+A6C3 (42691) | ꛃ               | anderer Buchstabe, Silbe oder Ideogramm | links nach rechts           | BAMUM LETTER NSHA              | Bamum-Buchstabe Nsha                   |
| U+A6C4 (42692) | ꛄ               | anderer Buchstabe, Silbe oder Ideogramm | links nach rechts           | BAMUM LETTER KEUX              | Bamum-Buchstabe Keux                   |
| U+A6C5 (42693) | ꛅ               | anderer Buchstabe, Silbe oder Ideogramm | links nach rechts           | BAMUM LETTER PEUX              | Bamum-Buchstabe Peux                   |
| U+A6C6 (42694) | ꛆ               | anderer Buchstabe, Silbe oder Ideogramm | links nach rechts           | BAMUM LETTER NJEE              | Bamum-Buchstabe Njee                   |
| U+A6C7 (42695) | ꛇ               | anderer Buchstabe, Silbe oder Ideogramm | links nach rechts           | BAMUM LETTER NTEE              | Bamum-Buchstabe Ntee                   |
| U+A6C8 (42696) | ꛈ               | anderer Buchstabe, Silbe oder Ideogramm | links nach rechts           | BAMUM LETTER PUE               | Bamum-Buchstabe Pü                     |
| U+A6C9 (42697) | ꛉ               | anderer Buchstabe, Silbe oder Ideogramm | links nach rechts           | BAMUM LETTER WUE               | Bamum-Buchstabe Wü                     |
| U+A6CA (42698) | ꛊ               | anderer Buchstabe, Silbe oder Ideogramm | links nach rechts           | BAMUM LETTER PEE               | Bamum-Buchstabe Pee                    |
| U+A6CB (42699) | ꛋ               | anderer Buchstabe, Silbe oder Ideogramm | links nach rechts           | BAMUM LETTER FEE               | Bamum-Buchstabe Fee                    |
| U+A6CC (42700) | ꛌ               | anderer Buchstabe, Silbe oder Ideogramm | links nach rechts           | BAMUM LETTER RU                | Bamum-Buchstabe Ru                     |
| U+A6CD (42701) | ꛍ               | anderer Buchstabe, Silbe oder Ideogramm | links nach rechts           | BAMUM LETTER LU                | Bamum-Buchstabe Lu                     |
| U+A6CE (42702) | ꛎ               | anderer Buchstabe, Silbe oder Ideogramm | links nach rechts           | BAMUM LETTER MI                | Bamum-Buchstabe Mi                     |
| U+A6CF (42703) | ꛏ               | anderer Buchstabe, Silbe oder Ideogramm | links nach rechts           | BAMUM LETTER NI                | Bamum-Buchstabe Ni                     |
| U+A6D0 (42704) | ꛐ               | anderer Buchstabe, Silbe oder Ideogramm | links nach rechts           | BAMUM LETTER REUX              | Bamum-Buchstabe Reux                   |
| U+A6D1 (42705) | ꛑ               | anderer Buchstabe, Silbe oder Ideogramm | links nach rechts           | BAMUM LETTER RAE               | Bamum-Buchstabe Re                     |
| U+A6D2 (42706) | ꛒ               | anderer Buchstabe, Silbe oder Ideogramm | links nach rechts           | BAMUM LETTER KEN               | Bamum-Buchstabe Kän                    |
| U+A6D3 (42707) | ꛓ               | anderer Buchstabe, Silbe oder Ideogramm | links nach rechts           | BAMUM LETTER NGKWAEN           | Bamum-Buchstabe Ngkwen                 |
| U+A6D4 (42708) | ꛔ               | anderer Buchstabe, Silbe oder Ideogramm | links nach rechts           | BAMUM LETTER NGGA              | Bamum-Buchstabe Ngga                   |
| U+A6D5 (42709) | ꛕ               | anderer Buchstabe, Silbe oder Ideogramm | links nach rechts           | BAMUM LETTER NGA               | Bamum-Buchstabe Nga                    |
| U+A6D6 (42710) | ꛖ               | anderer Buchstabe, Silbe oder Ideogramm | links nach rechts           | BAMUM LETTER SHO               | Bamum-Buchstabe Sho                    |
| U+A6D7 (42711) | ꛗ               | anderer Buchstabe, Silbe oder Ideogramm | links nach rechts           | BAMUM LETTER PUAE              | Bamum-Buchstabe Pue                    |
| U+A6D8 (42712) | ꛘ               | anderer Buchstabe, Silbe oder Ideogramm | links nach rechts           | BAMUM LETTER FU                | Bamum-Buchstabe Fu                     |
| U+A6D9 (42713) | ꛙ               | anderer Buchstabe, Silbe oder Ideogramm | links nach rechts           | BAMUM LETTER FOM               | Bamum-Buchstabe Fom                    |
| U+A6DA (42714) | ꛚ               | anderer Buchstabe, Silbe oder Ideogramm | links nach rechts           | BAMUM LETTER WA                | Bamum-Buchstabe Wa                     |
| U+A6DB (42715) | ꛛ               | anderer Buchstabe, Silbe oder Ideogramm | links nach rechts           | BAMUM LETTER NA                | Bamum-Buchstabe Na                     |
| U+A6DC (42716) | ꛜ               | anderer Buchstabe, Silbe oder Ideogramm | links nach rechts           | BAMUM LETTER LI                | Bamum-Buchstabe Li                     |
| U+A6DD (42717) | ꛝ               | anderer Buchstabe, Silbe oder Ideogramm | links nach rechts           | BAMUM LETTER PI                | Bamum-Buchstabe Pi                     |
| U+A6DE (42718) | ꛞ               | anderer Buchstabe, Silbe oder Ideogramm | links nach rechts           | BAMUM LETTER LOQ               | Bamum-Buchstabe Lo'                    |
| U+A6DF (42719) | ꛟ               | anderer Buchstabe, Silbe oder Ideogramm | links nach rechts           | BAMUM LETTER KO                | Bamum-Buchstabe Ko                     |
| U+A6E0 (42720) | ꛠ               | anderer Buchstabe, Silbe oder Ideogramm | links nach rechts           | BAMUM LETTER MBEN              | Bamum-Buchstabe Mbän                   |
| U+A6E1 (42721) | ꛡ               | anderer Buchstabe, Silbe oder Ideogramm | links nach rechts           | BAMUM LETTER REN               | Bamum-Buchstabe Rän                    |
| U+A6E2 (42722) | ꛢ               | anderer Buchstabe, Silbe oder Ideogramm | links nach rechts           | BAMUM LETTER MEN               | Bamum-Buchstabe Män                    |
| U+A6E3 (42723) | ꛣ               | anderer Buchstabe, Silbe oder Ideogramm | links nach rechts           | BAMUM LETTER MA                | Bamum-Buchstabe Ma                     |
| U+A6E4 (42724) | ꛤ               | anderer Buchstabe, Silbe oder Ideogramm | links nach rechts           | BAMUM LETTER TI                | Bamum-Buchstabe Ti                     |
| U+A6E5 (42725) | ꛥ               | anderer Buchstabe, Silbe oder Ideogramm | links nach rechts           | BAMUM LETTER KI                | Bamum-Buchstabe Ki                     |
| U+A6E6 (42726) | ꛦ               | buchstabenartige Ziffer                 | links nach rechts           | BAMUM LETTER MO                | Bamum-Buchstabe Mo                     |
| U+A6E7 (42727) | ꛧ               | buchstabenartige Ziffer                 | links nach rechts           | BAMUM LETTER MBAA              | Bamum-Buchstabe Mbaa                   |
| U+A6E8 (42728) | ꛨ               | buchstabenartige Ziffer                 | links nach rechts           | BAMUM LETTER TET               | Bamum-Buchstabe Tät                    |
| U+A6E9 (42729) | ꛩ               | buchstabenartige Ziffer                 | links nach rechts           | BAMUM LETTER KPA               | Bamum-Buchstabe Kpa                    |
| U+A6EA (42730) | ꛪ               | buchstabenartige Ziffer                 | links nach rechts           | BAMUM LETTER TEN               | Bamum-Buchstabe Tän                    |
| U+A6EB (42731) | ꛫ               | buchstabenartige Ziffer                 | links nach rechts           | BAMUM LETTER NTUU              | Bamum-Buchstabe Ntuu                   |
| U+A6EC (42732) | ꛬ               | buchstabenartige Ziffer                 | links nach rechts           | BAMUM LETTER SAMBA             | Bamum-Buchstabe Samba                  |
| U+A6ED (42733) | ꛭ               | buchstabenartige Ziffer                 | links nach rechts           | BAMUM LETTER FAAMAE            | Bamum-Buchstabe Faame                  |
| U+A6EE (42734) | ꛮ               | buchstabenartige Ziffer                 | links nach rechts           | BAMUM LETTER KOVUU             | Bamum-Buchstabe Kovuu                  |
| U+A6EF (42735) | ꛯ               | buchstabenartige Ziffer                 | links nach rechts           | BAMUM LETTER KOGHOM            | Bamum-Buchstabe Koghom                 |
| U+A6F0 (42736) | ꛰                | Markierung ohne Extrabreite             | Markierung ohne Extrabreite | BAMUM COMBINING MARK KOQNDON   | Kombinierendes Bamum-Zeichen Ko'ndon   |
| U+A6F1 (42737) | ꛱                | Markierung ohne Extrabreite             | Markierung ohne Extrabreite | BAMUM COMBINING MARK TUKWENTIS | Kombinierendes Bamum-Zeichen Tukwäntis |
| U+A6F2 (42738) | ꛲               | andere Interpunktion                    | links nach rechts           | BAMUM NJAEMLI                  | Bamum-Zeichen Njemli                   |
| U+A6F3 (42739) | ꛳               | andere Interpunktion                    | links nach rechts           | BAMUM FULL STOP                | Bamum-Punkt                            |
| U+A6F4 (42740) | ꛴               | andere Interpunktion                    | links nach rechts           | BAMUM COLON                    | Bamum-Doppelpunkt                      |
| U+A6F5 (42741) | ꛵               | andere Interpunktion                    | links nach rechts           | BAMUM COMMA                    | Bamum-Komma                            |
| U+A6F6 (42742) | ꛶               | andere Interpunktion                    | links nach rechts           | BAMUM SEMICOLON                | Bamum-Semikolon                        |
| U+A6F7 (42743) | ꛷               | andere Interpunktion                    | links nach rechts           | BAMUM QUESTION MARK            | Bamum-Fragezeichen                     |